# Procecidochares montana
Procecidochares montana är en tvåvingeart som först beskrevs av Snow 1894.  Procecidochares montana ingår i släktet Procecidochares och familjen borrflugor. Inga underarter finns listade i Catalogue of Life.